# Sân bay Torsby
Sân bay Torsby (IATA: TYF, ICAO: ESST) là một sân bay ở Torsby, Thụy Điển

## Tuyến bay
| Hãng hàng không | Các điểm đến               |
| --------------- | -------------------------- |
| Nextjet         | Hagfors, Stockholm-Arlanda |